# Barrage d'El Chocón
El Chocón est une grande centrale hydroélectrique d'Argentine, la plus grande de Patagonie. Elle est située sur le río Limay, branche mère du fleuve río Negro, à la frontière entre les provinces de Neuquén et de Río Negro. La ville provisoire, construite dans les années 1970 pour les travaux d'édification, s'est transformée depuis en la cité de Villa El Chocón, du côté de la province de Neuquén.
El Chocón a pour but de retenir les crues du río Limay. Ainsi, de concert avec le complexe hydroélectrique de Cerros Colorados et ses deux grands lacs de retenue, sur le río Neuquén, on est arrivé à contrôler les risques d'inondation menaçant auparavant la haute vallée du río Negro.

L'énorme retenue d'eau stockée sert en plus à irriguer de vastes zones de fruiticulture.
Le barrage fut construit par Hidronor, Hidroeléctrica Norpatagónica, société d'état argentine. L'usine entra en operation en 1973 et atteignit sa puissance définitive en 1978. Elle produit annuellement 2 700 GWh. Sa puissance installée est de 1 200 MW.

## Description

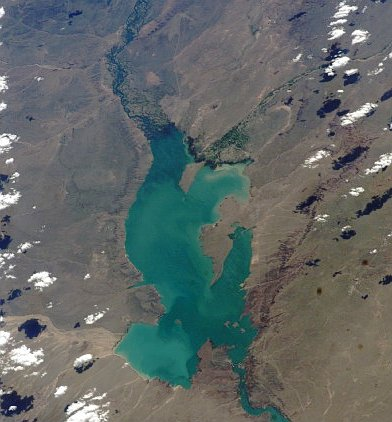
Le lac de retenue d'El Chocón, vue depuis la station spatiale internationale. Le barrage se trouve dans la partie supérieure de la photo

Le barrage est en terre, et possède un déversoir pour excédents, construit en béton, du côté droit du fleuve. Il a 71 m de hauteur dont 58,4 m forment la hauteur de chute de la centrale. Le lac est appelé lac Ezequiel Ramos Mexía.
Situé en aval, le barrage d'Arroyito agit comme digue compensatrice, optimisant le rendement de la retenue.

## Débit
Le río Limay a deux crues annuelles, au printemps à la suite de la fonte des neiges andines, et en été à cause des pluies. Son débit moyen est ici de 722 m3/s, supérieur à celui de la Garonne à Bordeaux en France ou à celui de l'Elbe à Hambourg en Allemagne.